# عامر محمود كياني
عامر محمود كياني (بالأردوية: عامر محمود کیانی)‏ سياسي باكستاني شغل منصب الوزير الاتحادي للخدمات الصحية الوطنية والتنظيم والتنسيق من 20 أغسطس 2018 إلى 18 أبريل 2019. وهو عضو في المجلس الوطني الباكستاني منذ أغسطس 2018.
تم انتخابه في المجلس الوطني الباكستاني كمرشح حركة الإنصاف الباكستانية في الانتخابات العامة الباكستانية عام 2018. وحصل على 105000 صوت وهزم مالك إبرار أحمد.